# Aanvalsoorlog
Een aanvalsoorlog is de oorlog die wordt begonnen door een staat door middel van het verzenden van een oorlogsverklaring aan een andere staat, of door het gewapend aanvallen van het grondgebied, schepen of vliegtuigen van een andere staat. Hieronder valt ook het blokkeren van havens of kusten van een andere staat of het verlenen van hulp aan rebellengroepen, bendes of iets dergelijks om vanuit het eigen grondgebied een andere staat binnen te dringen.
In 1928 werd door middel van het Briand-Kellogg-pact tevergeefs geprobeerd de aanvalsoorlog te verbieden binnen het oorlogsrecht; later met meer succes door het sluiten van andere non-agressieverdragen en door middel van het Handvest van de Verenigde Naties.